# Requieniidae
De Requieniidae zijn een familie van uitgestorven tweekleppigen uit de orde Hippuritida.